# Htamanthi Wildlife Sanctuary
Het Htamanthi Wildlife Sanctuary is een beschermd natuurgebied in de regio Sagaing in het noorden van Myanmar. Het park is 2.150,73 km² groot en werd opgericht in 1974. Het park ligt tussen de rivieren Chindwin en Uyu.

## Biodiversiteit
In het Htamanthi Wildlife Sanctuary leven meer dan 30 soorten zoogdieren, waaronder Aziatische olifant, gaur, Sumatraanse bosgems, Aziatische zwarte beer en de Achterindische panter. Voorheen leefden er ook noordelijke Sumatraanse neushoorns en Javaanse neushoorns in het park, maar die stierven lokaal uit in de jaren 1980, hoewel er rapporten zijn die suggereren dat  de eerste nog in het park aanwezig is. 
In een onderzoek met cameravallen in 1999 werden tijger, nevelpanter, Aziatische goudkat, Bengaalse tijgerkat, Indische civetkat, varkensdas, loewak, beermarter en witsnorpalmroller waargenomen. De populaties van nevelpanters en tijgerkatten werden tussen 2014 en 2016 beter bestudeerd. In 2016 werd er ook een Indische varaan waargenomen in een van de beken in het park.

### Important Bird Area
Het park is aangewezen als Important Bird Area door BirdLife International vanwege het belang voor significante populaties van groene pauw, witvleugelboseend, maskerfuutkoet, grijze pelikaan en Bengaalse gier.